# Vapor Trails
| Совокупная оценка    | Совокупная оценка |
| Источник             | Оценка            |
| -------------------- | ----------------- |
| Metacritic           | (75/100)          |
| Оценки критиков      |                   |
| Источник             | Оценка            |
| AllMusic             | [ 2 ]             |
| The Austin Chronicle | [ 3 ]             |
| Billboard            | (положительная)   |
| Blender              | [ 1 ]             |
| E! Online            | B+                |
| Entertainment Weekly | B+                |
| PopMatters           | [ 1 ] [ 6 ]       |
| Q                    | [ 1 ]             |
| Rolling Stone        | [ 7 ]             |

Vapor Trails — семнадцатый студийный альбом канадской рок-группы Rush, был издан в 2002 году. он стал первым диском группы за последние шесть лет (с момента выхода Test for Echo, в 1996 году), из-за личной трагедии, которая постигла барабанщика Нила Пирта в конце 90-х. По словам музыкантов, весь процесс записи был чрезвычайно трудным и продолжался примерно 14 месяцев от начала и до конца, на сегодняшний день это рекорд среди студийных альбомов Rush. Несмотря на споры вокруг его создания и качества звука, альбом получил неплохие отзывы от прессы. В поддержку пластинки был организован масштабный гастрольный тур (первый за шесть лет), в ходе которого группа впервые выступала в Мехико и Бразилии, где они играли перед рекордным количеством зрителей. Альбом получил «золотой» статус на родине музыкантов.

## Список композиций
Все тексты написаны Нилом Пиртом, вся музыка написана Алексом Лайфсоном и Гедди Ли.
| №   | Название                     | Длительность |
| --- | ---------------------------- | ------------ |
| 1.  | «One Little Victory»         | 5:08         |
| 2.  | «Ceiling Unlimited»          | 5:28         |
| 3.  | «Ghost Rider»                | 5:41         |
| 4.  | «Peaceable Kingdom»          | 5:23         |
| 5.  | «The Stars Look Down»        | 4:28         |
| 6.  | «How It Is»                  | 4:05         |
| 7.  | «Vapor Trail»                | 4:57         |
| 8.  | «Secret Touch»               | 6:34         |
| 9.  | «Earthshine»                 | 5:38         |
| 10. | «Sweet Miracle»              | 3:40         |
| 11. | «Nocturne»                   | 4:49         |
| 12. | «Freeze (Part IV of 'Fear')» | 6:21         |
| 13. | «Out Of The Cradle»          | 5:03         |

## Участники записи
- Гедди Ли — вокал, бас-гитара
- Алекс Лайфсон — гитары (электрогитара и акустическая), мандолина
- Нил Пирт — ударные, перкуссия

## Хит-парады
| Год  | Хит-парад           | Высшая позиция |
| ---- | ------------------- | -------------- |
| 2002 | Billboard 200       | 6              |
| 2002 | Top Internet Albums | 29             |
| 2002 | Top Canadian Albums | 3              |